# Атлантическая мачуэла
Атлантическая мачуэла, или антильская сельдь, или нитепёрка, или опистонема (лат. Opisthonema oglinum) — вид морских лучепёрых рыб семейства сельдевых. Обитает в тропических водах западной Атлантики между  41° с. ш. и 37° ю. ш. и между 98° з. д.  и 33 ° з. д. Достигает длины 38 см.

## Описание
Максимальная длина тела 38 см, а масса — 375 г. Средняя длина не превышает 20 см. Продолжительность жизни до 8 лет.
Тело сжатое с боков и вытянутое, высота составляет 30—40 % от длины. Голова небольшая, длина равна 22—28 % длины тела. Воображаемая линия, проведённая через задний край верхней челюсти касается переднего края глаза. Глаза большие с жировыми веками, их диаметр составляет 6,0—8,5 % длины тела. Последний луч спинного плавника сильно удлинён. Основание анального плавника длиннее основания спинного плавника. На брюхе имеется киль. На нижней части первой жаберной дуги 40—100 тычинок (количество увеличивается с возрастом). Спинной плавник с 17—21 лучами. В анальном плавнике 21—25 лучей, в грудных 15—17 лучей, в брюшных 32—36 лучей.  Киль на брюхе состоит из 17—19 килевых чешуй до брюшных плавников и 13—17 чешуй после. Общее число чешуй в киле 32—36. Позвонков 45—48. Бока и брюхо серебристые, спина и голова сине-зелёного цвета. Позади жаберной крышки на теле имеется тёмное пятно. По верхней половине туловища пролегает несколько тёмных полос. Кончики спинного и хвостового плавника имеют тёмную окантовку.

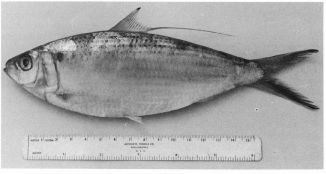
Последний луч спинного плавника атлантической мачуэлы сильно удлинён, иногда её называют нитепёркой.

## Распространение
Эти рыбы обитают в прибрежных водах западной части Атлантического океана  от мыса Код на север до Сан-Франсиску-ду-Сул, Бразилия, у Бермудских, Багамских, Больших и Малых Антильских островов, в Мексиканском заливе и Карибском море. Встречаются на глубине до 180 м. Заходит в эстуарии рек.  В холодные зимы совершает миграции в пределах шельфа.

## Биология
Морская стайная рыба, ведёт пелагический образ жизни. Нерест порционный. В водах Северной Каролины протекает в мае—июне. Плодовитость самок оценивается в 13000—67000 икринок. Рацион состоит из ракообразных (копеподы, креветки) и мелких рыб.

## Взаимодействие с человеком
Является объектом коммерческого промысла в США, Кубе и Венесуэле. Лов ведётся сетями, ловушками, летом на свет. Используют в солёном и копчёном виде, а также для производства консервов. Международный союз охраны природы присвоил виду статус сохранности «Вызывающий наименьшие опасения».